# Mouhamadou Drammeh
Mouhamadou Drammeh (Parigi, 15 maggio 1999) è un calciatore francese, centrocampista dell'U Cluj.

## Caratteristiche tecniche
È un centrocampista difensivo che può giocare anche al centro della difesa.

## Carriera
Cresciuto nello Stade Reims, debutta in prima squadra il 17 ottobre 2020 in occasione dell'incontro di Ligue 1 vinto 3-1 contro il Lorient.
Il 2 luglio 2021 viene acquistato dai danesi del Vejle.

## Statistiche
Statistiche aggiornate al 20 febbraio 2021.

### Presenze e reti nei club
| Stagione        | Squadra         | Campionato      | Campionato | Campionato | Coppe nazionali | Coppe nazionali | Coppe nazionali | Coppe continentali | Coppe continentali | Coppe continentali | Altre coppe | Altre coppe | Altre coppe | Totale | Totale | Totale |
| Stagione        | Squadra         | Comp            | Pres       | Reti       | Comp            | Pres            | Reti            | Comp               | Pres               | Reti               | Comp        | Pres        | Reti        | Pres   | Reti   |        |
| --------------- | --------------- | --------------- | ---------- | ---------- | --------------- | --------------- | --------------- | ------------------ | ------------------ | ------------------ | ----------- | ----------- | ----------- | ------ | ------ | ------ |
| 2016-2017       | Stade Reims 2   | CFA             | 1          | 0          |                 | -               | -               |                    | -                  | -                  |             | -           | -           | 1      | 0      |        |
| 2017-2018       | Stade Reims 2   | N2              | 14         | 4          |                 | -               | -               |                    | -                  | -                  |             | -           | -           | 14     | 4      |        |
| 2018-2019       | Stade Reims 2   | N2              | 3          | 0          |                 | -               | -               |                    | -                  | -                  |             | -           | -           | 3      | 0      |        |
| 2019-2020       | Stade Reims 2   | N2              | 8          | 1          |                 | -               | -               |                    | -                  | -                  |             | -           | -           | 8      | 1      |        |
| 2020-2021       | Stade Reims 2   | N2              | 8          | 1          |                 | -               | -               |                    | -                  | -                  |             | -           | -           | 8      | 1      |        |
| 2020-2021       | Stade Reims     | L1              | 6          | 0          | CF              | 0               | 0               |                    | -                  | -                  |             | -           | -           | 6      | 0      |        |
| Totale carriera | Totale carriera | Totale carriera | 40         | 6          |                 | 0               | 0               |                    | -                  | -                  |             | -           | -           | 40     | 6      |        |